# Pleuragramma antarctica
Pleuragramma antarctica is een straalvinnige vissensoort uit de familie van de ijskabeljauwen (Nototheniidae). De wetenschappelijke naam van de soort is voor het eerst geldig gepubliceerd in 1902 door George Albert Boulenger. Het is de enige soort in het monotypische geslacht Pleuragramma.
De vis wordt gemiddeld 15 cm en kan maximaal 25 cm lang en 200 gram zwaar worden. De hoogst geregistreerde leeftijd is 20 jaar.

## Etymologie
De geslachtsnaam Pleuragramma verwijst naar de afwezigheid van een (zichtbare) zijlijn, en agramma (Grieks: zonder lijn) is hier een adjectivum bij pleura (Grieks: zijde; grammaticaal geslacht vrouwelijk). Het grammaticaal geslacht van de geslachtsnaam is daarom vrouwelijk, en het epitheton past zich daaraan aan.

## Leefomgeving
Pleuragramma antarctica is een pelagische zoutwatervis. De vis prefereert een arctisch klimaat en komt voor in de zuidelijke oceanen rond Antarctica en de Sub-Antarctische eilanden. De diepteverspreiding is 0 tot 725 m onder het wateroppervlak. 

## Relatie tot de mens
Pleuragramma antarctica is voor de beroepsvisserij van beperkt belang. De vis speelt een belangrijke rol in de voedselketens van het Zuidpoolgebied. 